# E2F2
El factor de transcripción E2F2 (E2F2) es una proteína codificada en humanos por el gen E2F2.
La proteína codificada por este gen pertenece a la familia de factores de transcripción E2F. Los miembros de esta familia juegan un papel crucial en el control del ciclo celular y en la acción de las proteínas supresoras de tumores, siendo además una diana de las proteínas transformantes de virus tumorales de ADN pequeño. Las proteínas E2F contienen varios dominios conservados que se encuentran en la mayoría de los miembros de esta familia. Estos dominios incluyen un dominio de unión a ADN, un dominio de dimerización que determina la interacción con factores de transcripción implicados en la regulación de la diferenciación celular, un dominio de transactivación rico en aminoácidos ácidos, y un dominio de asociación a proteínas supresoras de tumores que está embebido dentro del dominio de transactivación. La proteína E2F2 y otros dos miembros de esta familia, E2F1 y E2F3, tienen un dominio de unión a ciclina adicional. E2F2 se une específicamente a la proteína del retinoblastoma de un modo dependiente del ciclo celular, y presenta en torno a un 46% de identidad en su secuencia de aminoácidos con E2F1.

## Interacciones
La proteína E2F2 ha demostrado ser capaz de interaccionar con:
- BRD2[4][5]
- Proteína del retinoblastoma[6]
- RYBP[7]